# Cyphostemma graniticum
Cyphostemma graniticum là một loài thực vật hai lá mầm trong họ Nho. Loài này được (Wild & R.B.Drumm.) Wild & R.B.Drumm. miêu tả khoa học đầu tiên năm 1961.